# Peter-Ben Smit
Prof. dr. Peter-Ben Smit (Rotterdam, 21 september 1979) is oud-katholiek priester, auteur, bijzonder hoogleraar oud-katholieke kerkstructuur aan het Oud-Katholiek Seminarie aan de Universiteit Utrecht en hoogleraar contextuele Bijbelinterpretatie aan de Vrije Universiteit Amsterdam. 

## Biografie
Van 1997 tot 2000 studeerde hij theologie (MA) aan de Universiteit van Amsterdam, van 1997 tot 2003 theologie aan het Oud-Katholiek Seminarie, en van 2000 tot 2002 Biblical Studies (MA) aan de Universiteit van Sheffield. Daarop volgende zijn diakenwijding in 2004 en priesterwijding in 2005. Van 2001 tot 2005 volgde hij zijn doctoraatsstudie aan de Universiteit van Bern. Van 2006 tot 2011 voltooide hij een doctoraatsstudie in de Anglicaanse theologie aan het General Theological Seminary (New York). Hij was pastoraal werker van 2004 tot 2018, en van 2008 tot 2011 werkte hij als pastoor en parochiebestuurder van de Zwitserse oud-katholieke parochies van Bern en Thun. Sinds 2011 is hij hoogleraar Oud-Katholieke Kerkstructuren en de Geschiedenis en Doctrine van het Oud-Katholicisme aan het Oud-Katholiek Seminarie. Sinds 2016 doceert hij als hoogleraar Contextuele Bijbelinterpretatie aan de theologische faculteit van de Vrije Universiteit in Amsterdam (Dom Hélder Câmara-leerstoel). Sinds 2016 is hij ook deken van het bisdom Haarlem. Van oktober 2018 tot juli 2021 was hij universitair hoofddocent systematische theologie en oecumene aan het Instituut voor Christelijk-Katholieke Theologie van de theologische faculteit van de Universiteit van Bern.